# Xota Fútbol Sala
El Xota Fútbol Sala (Por motivos de patrocinio Club Atlético Osasuna Magna), es un equipo español de fútbol sala que juega en la 1.ª División de la Liga Nacional de Fútbol Sala. 
El primer equipo juega sus partidos en el Pabellón Anaitasuna, de Pamplona, mientras que las divisiones inferiores juegan en Irurzun, localidad donde se fundó el club en 1978. Tiene un equipo filial, Tafa FS de Tafalla, que a partir de la temporada 2025-26 jugará en Segunda División.

## Historia
Xota Fútbol Sala se fundó en 1978 en Irurzun (Navarra) como un equipo amateur formado por amigos comunes y aficionados al fútbol sala. Uno de sus jugadores, José Antonio Arregui, tomó las riendas del equipo y buscó inversores privados para competir en categorías regionales. De este modo, el Xota FS comenzó a desarrollarse como club semiprofesional.
Con la creación de una competición nacional de fútbol sala en 1989, Xota FS se inscribió en la tercera categoría. Posteriormente, el club debutó en División de Plata en la temporada 1993/94. En 1995 llegó como patrocinador principal la constructora Miguel Rico Asociados (MRA), que además dio su nombre y permitió el paso del club al profesionalismo. Después de terminar en las primeras posiciones durante las últimas tres temporadas, MRA Xota FS subió en la temporada 1997/98 a División de Honor como campeón de grupo.
Con el debut del equipo en la máxima categoría, Xota añadió "Navarra" a su nombre y su primer equipo se trasladó a Pamplona, mientras que las categorías inferiores continuaron en Irurzun. En las primeras temporadas, los esfuerzos de MRA Xota Navarra se centraron en la permanencia. Pero en el año 2001/02 los navarros terminaron quintos, clasificándose para los playoff por el título. En la fase final, el club cayó en cuartos ante Antena 3 Boomerang.
En los siguientes años, MRA Navarra centró su objetivo en la clasificación para playoff, y finalizó en varias ocasiones en el intermedio de la tabla. Su mejor temporada tuvo lugar en 2009/10. Pese a finalizar séptimos en la temporada regular, los navarros eliminaron a Inter Movistar y Caja Segovia FS. Ya en la final por el título, Xota FS perdió frente a ElPozo Murcia. En ese tiempo entrenó al equipo Imanol Arregui, hermano del presidente.
MRA cesó su patrocinio en 2010 por la crisis económica, y el Xota Fútbol Sala centró sus esfuerzos en buscar un patrocinador principal que diera su nombre. Finalmente, la empresa de maquinaria Grupo Triman se convirtió en el nuevo patrocinador hasta la finalización de la temporada 2012/13. Xota Fútbol Sala mantiene desde 2005 una fundación sin ánimo de lucro para promover el fútbol sala local, llamada Fundación Xota. A partir de la temporada 2013/14 "Magnesitas Navarra" se convirtió en el patrocinador principal, compitiendo el equipo con el nombre de "Magna Navarra". Desde la temporada 2015/2016, "Magna Gurpea Xota" es el nombre oficial del equipo.
En noviembre de 2016, Xota presentó el nuevo autobús oficial del equipo, serigrafiado con el enorme escudo junto a los logotipos de los patrocinadores al igual que lo hacen los grandes clubes deportivos, perteneciente a la empresa de autobuses La Burundesa.
En mayo de 2017, el Xota llegó a un acuerdo de mutua colaboración con el Club Atlético Osasuna, pasándose a llamar Club Atlético Osasuna Magna. Además, Osasuna se comprometió a pagar 112.000 euros por una temporada en concepto de patrocinio deportivo.

## Patrocinadores
- Canteras Alaiz - (1993–94)
- Diario de Noticias - (1994–97)
- Industrias Carsal - (1996–98)
- MRA (Miguel Rico & Asociados) - (1997–10)
- Ingeteam - (1999–02)
- Gvtarra - (2002–06)
- Triman - (2010–13)
- Magnesitas Navarras - (2013–)
- Gurpea Industrial - (2014–)
- Club Atlético Osasuna - (2017-)

## Plantilla 2019/20[18]
|    | Nac.   | Nombre                          | Sobrenombre     | Posición |
| -- | ------ | ------------------------------- | --------------- | -------- |
| 1  | España | Asier Llamas                    | ASIER           | Portero  |
| 11 | España | Mario Alberto Almagro Ruiz      | MARIO ALMAGRO   | Portero  |
| 19 | España | Oihan Sanchez San Martin        | OIHAN           | Portero  |
| 2  | Brasil | Alexandre Manoel Da Silva       | ARAÇA           | Cierre   |
| 3  | Brasil | Cicero Severino Da Silva Junior | JUNINHO         | Cierre   |
| 8  | España | Roberto Martil                  | ROBERTO MARTIL  | Cierre   |
| 10 | España | Rafael Usín                     | RAFA USIN       | Ala      |
| 13 | España | Eric Martel Garcia              | ERIC MARTEL     | Ala      |
| 15 | España | Alejandro Llamas Trinida        | LLAMAS          | Ala      |
| 16 | España | Iñigo Fernández                 | IÑIGO FERNANDEZ | Ala      |
| 17 | Brasil | Alberto Ferraz Barbosa          | BYNHO           | Ala      |
| 19 | España | Jon Cerviño                     | JON CERVIÑO     | Ala      |
| 7  | Brasil | Diego Brandao Martins           | MANCUSO         | Pívot    |
| 9  | España | Daniel Saldise Martinicorena    | DANI SALDISE    | Pívot    |

Entrenador:  Imanol Arregui Sarasa - Imanol Arregui

## Trayectoria histórica[19]
| Temporada | División          | Posición |
| --------- | ----------------- | -------- |
| 1989-90   | 1.ª Nacional "A"  | 7.º      |
| 1990-91   | 1.ª Nacional "B"  | 1.º      |
| 1991/92   | 1.ª Nacional "A"  | 7.º      |
| 1992/93   | 1.ª Nacional "A"  | 6.º      |
| 1993-94   | División de Plata | 3.º      |
| 1994-95   | División de Plata | 2.º      |
| 1995-96   | División de Plata | 2.º      |
| 1996-97   | División de Plata | 3.º      |
| 1997-98   | División de Plata | 1.º      |
| 1998-99   | División de Honor | 13.º     |
| 1990-00   | División de Honor | 10.º     |

| Temporada | División          | Posición               |
| --------- | ----------------- | ---------------------- |
| 2000-01   | División de Honor | 16.º                   |
| 2001-02   | División de Honor | 5.º (Cuartos de final) |
| 2002-03   | División de Honor | 9.º                    |
| 2003-04   | División de Honor | 11.º                   |
| 2004-05   | División de Honor | 6.º (Semifinales)      |
| 2005-06   | División de Honor | 8.º (Cuartos de final) |
| 2006-07   | División de Honor | 5.º (Cuartos de final) |
| 2007-08   | División de Honor | 11.º                   |
| 2008-09   | División de Honor | 8.º (Cuartos de final) |
| 2009-10   | División de Honor | 7.º (Subcampeón)       |
| 2010-11   | División de Honor | 8.º (Cuartos de final) |

| Temporada | División         | Posición               |
| --------- | ---------------- | ---------------------- |
| 2011-12   | Primera División | 6.º (Cuartos de final) |
| 2012-13   | Primera División | 6.º (Cuartos de final) |
| 2013-14   | Primera División | 5.º (Cuartos de final) |
| 2014-15   | Primera División | 6.º (Cuartos de final) |
| 2015-16   | Primera División | 6.º (Semifinales)      |
| 2016-17   | Primera División | 5.º (Semifinales)      |
| 2017-18   | Primera División | 5.º (Cuartos de final) |
| 2018-19   | Primera División | 3.º (Cuartos de final) |
| 2019-20   | Primera División | 6.º (Cuartos de final) |

- 22 temporadas en Primera División
- 5 temporadas en Segunda División
- 3 temporadas en Segunda División B
- 1 temporadas en Tercera División

## Palmarés

### Torneos nacionales
- Subcampeón de Liga (1): 2009/10.
- Subcampeón de Copa del Rey (1): 2016/17.
- División de Plata (1): 1997/98.
- Subcampeón de División de Plata (2): 1994/95 y 1995/96.
- Primera Nacional "B" (1): 1990/91.

### Torneos regionales
- Campeón de Copa Navarra de Fútbol Sala (4): 2016, 2017, 2018 y 2019.[20][21][22][23][24][25][26][27][28][29][30][31]